# Fra Fra Sound
Fra Fra Sound es una banda multinacional con artistas de Países Bajos, Surinam, Antillas Neerlandesas y Venezuela; se formó en Países Bajos como una banda de jazz al principio de los 80's por Vincent Henar, director y líder desde entonces; fusionan el reggae, el calipso y otros ritmos africanos y latinos. El nombre proviene de un término del sranan tongo, una lengua que se habla en Surinam, en la que significa "híbrido" o "rareza". Han grabado ocasionalmente como «Fra Fra Big Band», una banda con más músicos y con líneas musicales más elaboradas.

## Músicos
- Vincent Henar - Voces, Productor, Líder de la banda, E-Bow
- Michael Simon - Trompeta, Flugelhorn
- Efraim Trujillo - Saxofón Tenor
- Andro Biswane - Guitarra
- Robin VanGeerke - Piano
- Guno Kramer - Tambores
- Carlo Ulrichi Hoop - Percusión, Conga

## Discografía
| Álbum                                      | Año  |
| ------------------------------------------ | ---- |
| With The Spirit Of Life                    | 2013 |
| Black, Dutch & More                        | 2010 |
| Dya So                                     | 2007 |
| Kulembanban – Kid Dynamite Tribute         | 2004 |
| Krosbé                                     | 2004 |
| Kultiplex                                  | 2003 |
| African Journey                            | 2003 |
| Malí Jazz -Collaboration Musique d'Afrique | 1999 |
| Maspoti Makandra                           | 1998 |
| Kaseko Revisited: Kotabra                  | 1997 |
| Global Village Residents                   | 1996 |
| Worship Mother Earth                       | 1994 |
| Kalinha's Serenade                         | 1993 |
| Panja Gazz + 4                             | 1991 |
| Third Life Stream                          | 1990 |